# Копанка (Львовская область)
Копанка (укр. Копанка) — село в Жолковской городской общине Львовского района Львовской области Украины.
Население по переписи 2001 года составляло 25 человек. Занимает площадь 0,41 км². Почтовый индекс — 80355. Телефонный код — 3252.